# Jan Hettema
Anne-Jan Hettema (* 27. Oktober 1933 in Leeuwarden, Niederlande; † 29. Juni 2016 bei Boschkop, Pretoria) war ein südafrikanischer Radrennfahrer und Rallyefahrer.
Jan Hettema wurde 1933 in den Niederlanden geboren. Im August 1939 folgte seine Mutter ihrem Mann, der vorausgereist war, mit dem fünfjährigen Sohn nach Südafrika. Sie trafen dort nur wenige Tage vor Ausbruch des Zweiten Weltkriegs ein. Hettema begann eine Ausbildung als Mechaniker bei der südafrikanischen Eisenbahn. Einige seiner Kollegen betrieben Radsport, und er schloss sich ihnen an. Um auf einer Radrennbahn trainieren zu können, musste er nach Johannesburg fahren. Er stellte unter anderem einen neuen südafrikanischen Rekord über die Meile auf. 1955 reiste er nach Rom und startete dort bei den Bahn-Weltmeisterschaften. Insgesamt gewann er im Laufe seiner Karriere so viele Rennen, dass er nach deren Ende über 400 Pokale an verschiedene Radsportvereine verschenken konnte.
Hetteam startete als Radsportler bei den Olympischen Spielen 1956 in Melbourne und belegte mit dem südafrikanischen Team (Jimmy Swift, Abe Jonker und Bobby Fowler) Platz vier in der Mannschaftsverfolgung auf der Bahn. Das Straßenrennen konnte er nicht beenden. Kurz darauf stellte er einen inoffiziellen Weltrekord über 1000 Meter auf, der aber nicht anerkannt wurde, weil er nicht unter offiziellen Bedingungen gefahren worden war. 1958 nahm er an den British Empire and Commonwealth Games in Cardiff teil und wurde Siebter im 1000-Meter-Zeitfahren. Seine Radsportkarriere kam zu einem abrupten Ende, als er nach einem Rennen eine kleine Geldsumme annahm und von seinem Verband zum Profi erklärt wurde, also nicht an den kommenden Olympischen Spielen 1960 in Rom teilnehmen konnte. Später nahm der Verband diese Entscheidung zurück, weil es nicht genügend Fahrer für die Mannschaftsverfolgung gab, doch Hettema winkte ab, da er sich inzwischen dem Motorsport verschrieben hatte.
40 Jahre lang war Jan Hettema als Rallyefahrer erfolgreich. Er gewann fünf Mal die südafrikanische Rallye-Meisterschaft. Insgesamt entschied er rund 100 Rennen für sich, darunter als Erster die Roof of Africa Rallye im Jahre 1967. 2014 erinnerte er sich in einem Interview an eine Privataudienz bei Fürstin Gracia Patricia, bei der er im Auftrag von Total einen fossilen Fisch für das Ozeanographische Museum Monaco übergab. 2002 beendete er sein Engagement im Motorsport und konzentrierte sich auf seine Hühnerfarm, die er seit 1977 betrieb.
Am 29. Juni 2016 wurde der 82-jährige Hettema bei einem Überfall auf seiner Farm in Tweedrag nahe Boschkop, Pretoria, von Räubern erschossen. Seiner wurde im Rahmen einer Trauerfeier auf dem Kyalami Grand Prix Circuit gedacht. Seine Tochter Helena berichtete nach dem Tod ihres Vaters, dass dieser sich schon länger nicht mehr auf der abgelegenen Farm sicher gefühlt und daher versucht habe, diese zu verkaufen.
Seine Tochter ist die Sängerin Helena Hettema. Auch Hettema selbst war für seine Gesangseinlagen bekannt.